# Assaig mecànic
Assaig mecànic és aquell en què hom destrueix una proveta del material a estudiar per tal d'esbrinar les seves propietats mecàniques, bé de caràcter estàtic com: duresa, resistència a la tracció, resistència a la fluència, resistència a la compressió, resistència al vinclament, resistència a la flexió, resistència a la torsió, o de caràcter dinàmic com: resistència al xoc (resiliència), al desgast, a la fatiga, etc.
Quan un tècnic projecta una estructura, o bé dissenya una eina o una màquina, defineix les qualitats i prestacions que han de tenir els materials constituents. Com hi ha molts tipus de materials diferents i, a més a més, es poden variar les seves prestacions amb tractaments tèrmics, s'estableixen una sèrie d'assajos mecànics per a verificar principalment la duresa superficial, la resistència als diferents esforços que pugui estar sotmès, el grau d'acabat del mecanitzat o la presència d'esquerdes internes en el material.

## Assajos no destructius

### Assaig de duresa
En metal·lúrgia la duresa es mesura utilitzant un duròmetre per a l'assaig de penetració. Depenent del tipus de punta emprada i del rang de càrregues aplicades, existeixen diferents escales, adients per a distints rangs de duresa.
L'interès de la determinació de la duresa en els acers rau en la correlació existent entre la duresa i la resistència mecànica, sent un mètode d'assaig més econòmic i ràpid que l'assaig de tracció, pel que el seu ús està molt estès.
Fins a l'aparició de la primera màquina Brinell per a la determinació de la duresa, aquesta es mesurava de forma qualitativa emprant una llima d'acer temperat que era el material més dur que s'emprava en els tallers.
Les escales d'ús industrial actuals són les següents:
- Duresa Brinell: empra com punta una bola d'acer temperat o carbur de tungstè. Per a materials durs, és poc exacta però fàcil d'aplicar. Poc precisa amb xapes de menys de 6mm de gruix. Estima resistència a tracció.

- Duresa Rockwell: s'utilitza com punta un con de diamant (en alguns casos bola d'acer). És la més estesa, ja que la duresa s'obté per mesurament directe i és apte per a tota mena de materials. Se sol considerar un assaig no destructiu per la petita grandària de la petjada.

- Duresa Rockwell superficial: existeix una variant de l'assaig, anomenada Rockwell superficial, per a la caracterització de peces molt primes, com fulles d'afaitar o capes de materials que han rebut algun tractament d'enduriment superficial.

- Duresa Webster: empra màquines manuals en el mesurament, sent apte per a peces de difícil maneig com perfils llargs extruïts. El valor obtingut se sol convertir a valors Rockwell.

- Duresa Vickers: empra com penetrador un diamant amb forma de piràmide quadrangular. Per a materials tous, els valors Vickers coincideixen amb els de l'escala Brinell. Millora de l'assaig Brinell per a efectuar assajos de duresa amb xapes de fins a 2 mm de gruix.

- Duresa Shore: empra un escleròmetre. Es deixa caure un indentador en la superfície del material i es veu el rebot. No té dimensions, però consta de diverses escales. A major rebot, major duresa. Aplicable per a control de qualitat superficial. És un mètode elàstic, no de penetració com els altres.

### Assajos d'estructura molecular i acabat superficial
L'estructura molecular dels materials s'analitza mitjançant potents microscopis. El grau d'acabat superficial es denomina rugositat, i es verifica amb uns instruments electrònics anomenats rugosímetres.
La rugositat superficial és el conjunt d'irregularitats de la superfície real, definides convencionalment en una secció on els errors de forma i les ondulacions han estat eliminats. Les peces mecanitzades per arrencada d'encenall s'aconsegueix determinat grau de qualitat superficial que és millorat en un posterior acabat amb mètodes abrasius de rectificat i lapejat. La unitat de rugositat és la micra o micró (1 micra = 1 µm = 0,000001 m = 0,001 mm) i s'utilitza la micro-polzada en els països anglosaxons. La tolerància superficial s'indica en els plànols constructius de les peces mitjançant signes i valors numèrics, d'acord amb la normes de qualitat existents.
Les normes de rugositat són les següents: DIN 4762, DIN 4768, DIN 4771, DIN 4775, l'abast de la rugositat de superfícies es troba en la norma DIN 4766-1. Els rugosímetres mesuren la profunditat de la rugositat mitja Rz, i el valor de la rugositat mitjana Ra expressada en micres.
Els rugosímetres poden oferir la lectura de la rugositat directa en una pantalla o indicar-la en un document gràfic.
- Ra: el valor mitjà de rugositat en µm és el valor mitjà aritmètic dels valors absoluts de les distàncies del perfil de rugositat de la línia intermèdia de la longitud de mesurament. El valor mitjà de rugositat és idèntic a l'altura d'un rectangle on la seva longitud és igual a la longitud total lm i això al seu torn és idèntic amb la superfície de la suma que existeix entre el perfil de rugositat i la línia intermèdia.

- Rz: mitjana de la profunditat de la rugositat en µm (mitjana aritmètica de cinc profunditats singulars consecutives en la longitud de mesurament).

### Assajos per ultrasons
Un material pot, alhora, transmetre i reflectir ones elàstiques. Un transductor ultrasònic fet de quars, titanat de bari o sulfat de liti aprofita l'efecte piezoelèctric per a introduir una sèrie de polsos elàstics a alta freqüència en el material, en general per sobre dels 100000 Hz. Els polsos creen una ona de deformació per compressió, que es propaga a través del material. L'ona elàstica es transmet a través del material a una velocitat que depèn del mòdul d'elasticitat i de la densitat d'aquest. En el cas d'una barra prima. v= i(Eg/ρð Per a polsos que es propaguen en materials més gruixuts calen expressions més complicades. S'utilitzen comunament tres tècniques per a inspeccionar ultrasònicament un material:
- Mètode de pols i ressò, o de reflexió, es genera un pols ultrasònic que és transmès a través del material. Quan l'ona elàstica xoca amb una interfase, part de l'ona es reflecteix, tornant al transductor. En un oscil·loscopi és possible desplegar tant el pols inicial com el reflectit. Del desfasament, es mesura el temps requerit per al viatge d'anada i tornada, amb el què es pot calcular la distància a la qual es troba l'interfase. En cas de no existir falles en el material, el feix d'ones es reflectirà des del seu costat oposat i la distància serà dues vegades l'espessor de la paret, mentre que movent el transductor sobre la superfície, podem conèixer, també la longitud de la discontinuïtat.
- Mètode de transmissió d'un pols a través del medi. En un transductor es genera un pols ultrasònic i mitjançant un segon transductor es detecta en la superfície oposada. Els polsos inicials i els transmesos es despleguen en l'oscil·loscopi. La pèrdua d'energia entre el pols inicial i el transmès depèn de si existeix o no discontinuïtat dintre del material.
- Mètode de ressonància s'utilitza la naturalesa ondulatòria de l'ona ultrasònica. Es genera una sèrie de polsos que viatgen com ona elàstica a través del material. Seleccionant una longitud d'ona o freqüència de manera que l'espessor del material sigui un múltiple sencer de mitges longituds d'ona, es produeix una ona elàstica estacionària, i es reforça en el material. Una discontinuïtat dintre del material evita que la ressonància ocorri. No obstant això; aquesta tècnica s'utilitza amb major freqüència per a la determinació de l'espessor del material.

## Assajos destructius

### Assaig de tracció

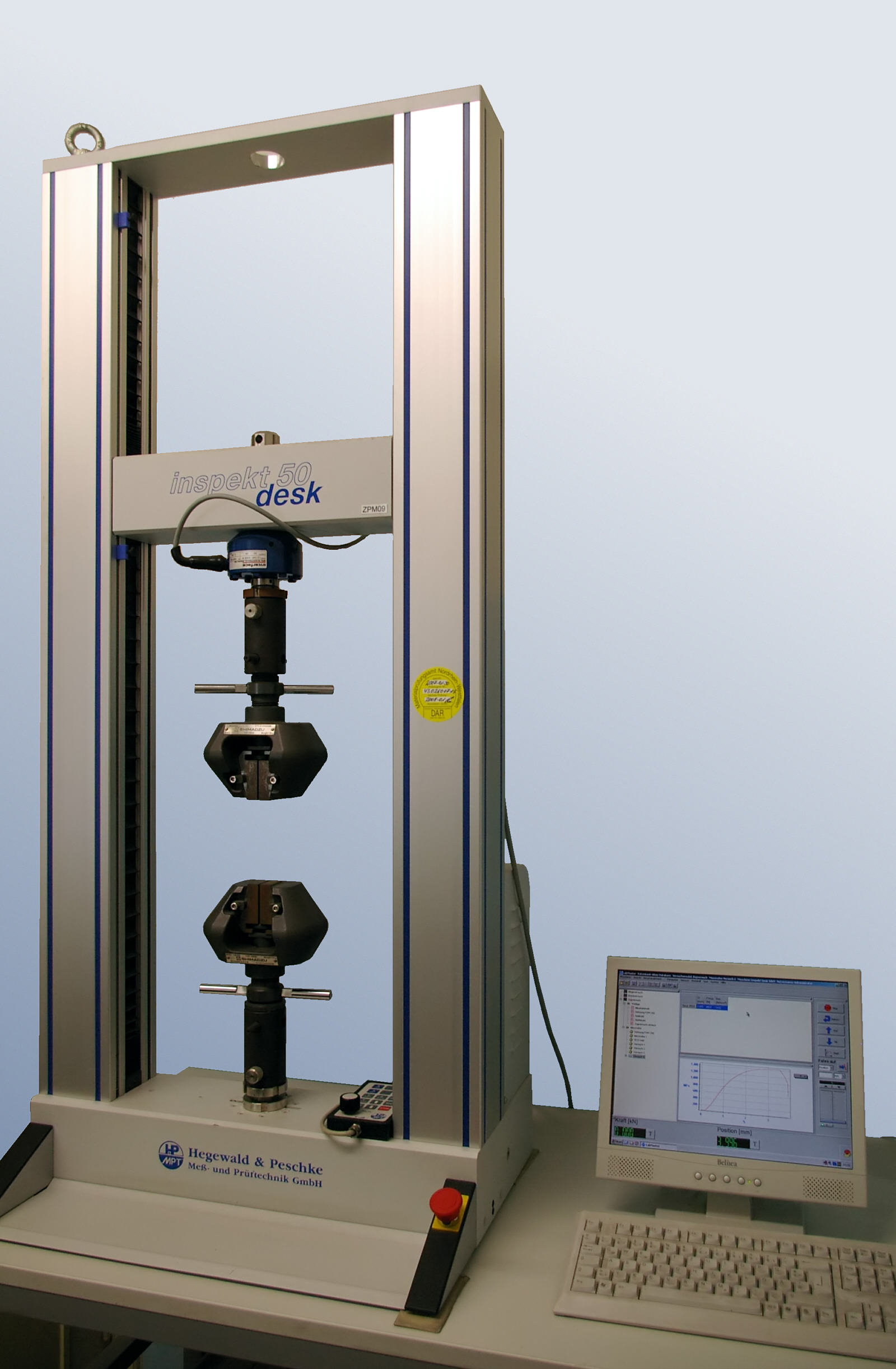
Màquina per determinar la resistència a la tracció de fils d'acer, amb un màxim de 50 kN de força de tracció

L'assaig de tracció d'un material consisteix a sotmetre a una proveta normalitzada realitzada amb dit material a un esforç axial de tracció creixent fins que la proveta és trenca. En un assaig de tracció poden determinar-se diverses característiques dels materials elàstics:
- Mòdul d'elasticitat o Mòdul de Young que quantifica la proporcionalitat anterior.
- Coeficient de Poisson que quantifica la raó entre l'allargament longitudinal i l'acurtament de les longituds transversals a l'adreça de la força.
- Límit de proporcionalitat: valor de la tensió per sota la qual l'allargament és proporcional a la càrrega aplicada.
- Límit de fluència o límit elàstic aparent: valor de la tensió que suporta la proveta en el moment de produir-se el fenomen de la fluència. Aquest fenomen té lloc en la zona de transició entre les deformacions elàstiques i plàstiques i es caracteritza per un ràpid increment de la deformació sense augment apreciable de la càrrega aplicada.
- Límit elàstic (límit elàstic convencional o pràctic): valor de la tensió a la qual es produeix un allargament prefixat per endavant (0,2%, 0,1%, etc.) en funció de l'extensòmetre emprat.
- Càrrega de trencament o resistència a la tracció: càrrega màxima resistida per la proveta dividida per la secció inicial de la proveta.
- Allargament de trencament: increment de longitud que ha sofert la proveta. Es mesura entre dos punts la posició dels quals està normalitzada i s'expressa en tant per cent.
- Estricció: és la reducció de la secció que es produeix en la zona del trencament.

Normalment, el límit de proporcionalitat no sol determinar-se, ja que manca d'interès per als càlculs. Tampoc es calcula el Mòdul de Young, ja que aquest és característic del material, així, tots els acers tenen el mateix mòdul d'elasticitat encara que les seves resistències puguin ser molt diferents.

### Assaig de resiliència
En enginyeria, la resiliència és la quantitat d'energia que pot absorbir un material, abans que comenci la deformació irreversible, això és, la deformació plàstica. Es correspon amb l'àrea sota la corba d'un assaig de tracció entre la deformació nul·la i la deformació corresponent a l'esforç de fluència. En el Sistema Internacional d'Unitats s'expressa en joules per metre cúbic.
Es determina mitjançant assaig pel mètode Izod o el pèndol de Charpy, resultant un valor indicatiu de la fragilitat o la resistència als xocs del material assajat. Un elevat grau de resiliència és característic dels acers austenítics, acers amb alt contingut d'austenita.
En física s'utilitza el terme per a expressar la capacitat d'un material de recobrar la seva forma original després d'haver estat sotmès a altes pressions corresponent-se, en aquest cas, amb l'energia que és capaç d'emmagatzemar el material quan es redueix el seu volum.

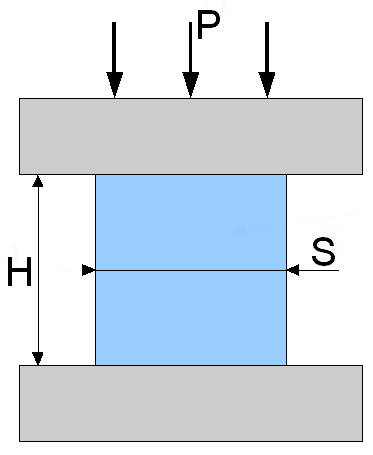
Exemple assaig de compressió.

### Assaig de compressió
L'esforç de compressió és una pressió que tendeix a causar una reducció de volum. Quan se sotmet un material a una força de flexió, ciselladora o torsió actuen simultàniament forces de torsió i compressió.
És la força que actua sobre un material de construcció, suposant que estigui compost de plànols paral·lels, el que fa la força és intentar aproximar aquests plànols, mantenint el seu paral·lelisme (propi dels materials petris).
Els assajos practicats per a mesurar l'esforç de compressió són contraris als aplicats al de tensió, pel que fa a l'adreça i sentit de la força aplicada.
Té diverses limitacions:
- Dificultat d'aplicar una càrrega concèntrica o axial.
- Una proveta de secció circular és preferible a altres formes.

### Assaig de cisallament

Exemple assaig de cisallament.

La força de tall o esforç tallant és l'esforç intern o resultant de les tensions paral·leles a la secció transversal d'un prisma mecànic com per exemple una biga o un pilar. Aquest tipus de sol·licitació format per tensions paral·leles està directament associat a la tensió tallant.

### Assaig de flexió

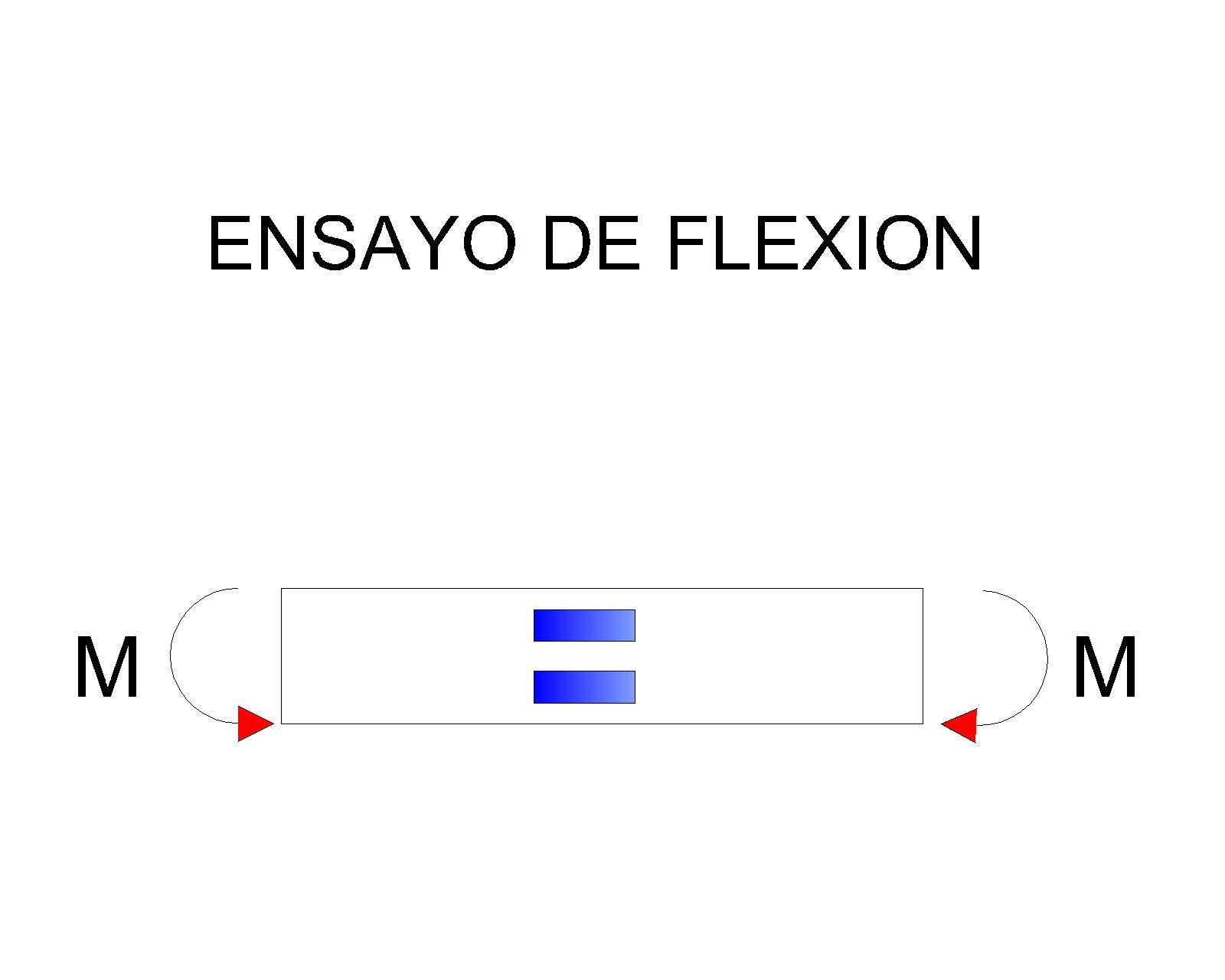
Exemple assaig de flexió.

La flexió és el tipus de deformació que presenta un element estructural allargat en una direcció perpendicular al seu eix longitudinal. El terme "allargat" s'aplica quan una dimensió és preponderant enfront de les altres. Un cas típic són les bigues, les quals estan dissenyes per a treballar, preponderantment, per flexió. Igualment, el concepte de flexió s'estén a elements estructurals superficials com plaques o làmines.
El tret més destacat és que un objecte sotmès a flexió presenta una superfície de punts cridada fibra neutra tal que la distància al llarg de qualsevol corba continguda en ella no varia pel que fa al valor abans de la deformació. Qualsevol esforç que provoca flexió es denomina moment flector.
Les bigues o arcs són elements estructurals pensats perquè treballar predominantment en flexió. Geomètricament són prismes mecànics la rigidesa dels quals depèn, entre altres coses, del moment d'inèrcia de la secció transversal de les bigues. Existeixen dues hipòtesis cinemàtiques comunes per a representar la flexió de bigues i arcs.

### Assaig de fatiga
La fatiga de materials es refereix a un fenomen pel qual els materials sota càrregues dinàmiques cícliques es trenquen més fàcilment que amb càrregues estàtiques. Un exemple d'això es veu en un filferro: flexionant-lo repetidament s'acaba trencant. La fatiga és una forma de trencament que ocorre en estructures sotmeses a tensions dinàmiques i fluctuants (ponts, avions, etc.). Pot ocórrer a una tensió menor que la resistència a tracció o el límit elàstic per a una càrrega estàtica. És molt important, ja que és la primera causa de trencament dels metalls (aproximadament el 90%), encara que també ocorre també en polímers i ceràmiques.

### Assaig de torsió

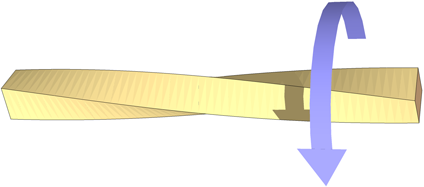
Exemple assaig de torsió.

La torsió és la sol·licitació que es presenta quan s'aplica un moment sobre l'eix longitudinal d'un element constructiu o prisma mecànic, com poden ser eixos o, en general, elements on una dimensió predomina sobre les altres dues, encara que és possible trobar-la en situacions diverses. La torsió es caracteritza geomètricament perquè qualsevol corba paral·lela a l'eix de la peça deixa d'estar continguda en el plànol format inicialment per la dues corbes. En lloc d'això una corba paral·lela a l'eix es retorça al voltant d'ell (vegeu torsió geomètrica).
L'estudi general de la torsió és complicat i existeixen diverses aproximacions més simples per a casos d'interès pràctic (torsió bombada pura, torsió de Saint-Venant pura, torsió recta o teoria de Coulomb).

### Assaig de plegat
El plegat consisteix a doblegar un material prim, per exemple una planxa metàl·lica, amb la finalitat de reforçar algunes de les seves funcions.
L'assaig de doblegat consisteix a doblegar una proveta d'un material fins que apareguin esquerdes o fissures, mesurant-se l'angle on tals alteracions s'han produït. Aquesta mena d'assaig dona informació sobre l'acritud dels materials i com a conseqüència conèixer la forma en què se'ls pot treballar. Per a realitzar l'assaig es col·loca el material sobre dos corrons i se li aplica la pressió d'un tercer corró situat damunt de la peça i enmig dels dos corrons que la subjecten. En aplicar la força el material cedeix i es doblega i es calcula per valors preestablerts la pressió que cal donar-los i l'angle que han de formar.